# Koltxanka
Koltxanka (en rus: Колчанка) és un poble de l'óblast d'Oriol, a Rússia, segons el cens del 2010 tenia 18 habitants. Pertany al districte municipal de Verkhóvie.